# Самарська духовна семінарія
Самарська духовна семінарія — вищий навчальний заклад Російської православної церкви, що готує священнослужителів. 

## Історія
Відкрита 9 вересня 1858 року за рішенням Священного Синоду при правлячому єпископові Феофілі Надеждіні .  Перший ректор — професор Херсонської семінарії архімандрит Генадій Левицький . 
Складалася із трьох дворічних відділень: 
- На нижчому відділенні вивчалися такі предмети: російська словесність, алгебра, геометрія, загальна історія, латинська і грецька мови , катехізис, пасхалія, введення в літургику і Святе Письмо Старого Заповіту.
- На середньому відділенні вивчалися: логіка, психологія, природознавство, фізика, російська історія, біблійна історія, герменевтика, патристика, Святе Письмо Старого Заповіту і стародавні мови.
- На вищому відділенні вивчалися: догматичне богослов'я, Священне Писання Нового Заповіту, моральне богослов'я, пастирське богослов'я, викривальне богослов'я, літургіка , гомілетика, канонічне право, загальна церковна історія, історія російської церкви, а також німецька і французька мови, медицина і сільське господарство.

Спочатку Семінарія не мала власного будинку, і розташовувалася в будинку купця Лаптєва напроти Вознесенського собору . 
Благословення Святійшого Урядового Синоду на будівництво будівлі Семінарії було отримане самарським єпископом Герасимом Добросердовим у 1867 році. 
У 1869 році, на свято святих першооверховних апостолів Петра і Павла, було урочисто освячене місце під будівництво. Будівництво було закінчене до серпня 1872 року за адресою «Вул. Соборна, д. 157, біля Кафедрального собору». 
Семінарія мала свою церкву, яка була освячена у 1872 році в ім'я святого апостола і євангеліста Іоанна Богослова. 
Після Жовтневого перевороту, у 1918 році, Самарська семінарія була закрита. 
В наш час у будівлі дореволюційної Самарської духовної семінарії розташовується один з корпусів Самарського технічного університету . 
У 1994 році в Самарі відкрите Самарське єпархіальне духовне училище. Рішенням Священного Синоду від 17 липня 1997 року Самарському єпархіальному духовному училищу було надано статус духовної семінарії  . 
28 грудня 2018 року Священний Синод Російської православної церкви констатував, що семінарія має «суттєві недоліки в забезпеченні навчального процесу та реалізації програм підготовки священнослужителів» і постановив призупинити набір студентів на магістерські програми з 2019/2020 навчального року до виправлення ситуації і клопотання Навчального комітету Російської православної церкви про відновлення набору  . 

## Ректори
- Геннадій Левицький (13.07. 1858-1859)
- Герман Осецький (22.08. 1859-1862)
- Серапіон Маєвський (1.12. 1862-1869)
- Володимир Нікольський (10.07. 1869 -?  )
- Тихон Клітін (9 липня 1875-1882)
- Яків Третьяков (28.09. 1882 - 15.04. 1887)
- Валеріан Лаврський (1887) і.  д.
- Антоній Флоренсов (червень 1887-1890)
- Серафим Мещеряков (1890-1893)
- Філіп Бекаревич (1893-1897)
- Микола Боголюбський (16 липня 1897-1902)
- Веніамін Казанський (1902-1905)
- Неофіт Осипов (17 жовтня 1905 - 24 листопада 1909)
- Віссаріон Зорнін (24 листопада 1909 - 11 березня 1914)
- Єрофей Померанцев (12 серпня 1914 - 16 грудня 1916)